# Lovise Nielsen
Lovise Charlotte Emiliane Nielsen (født Abrahamsen, 17. marts 1864 i Ebeltoft, død 11. april 1957 i Elsegårde) var en dansk bondekone, kvindesagsforkæmper og Danmarks første kvindelige sognerådsformand 1913-1917.
Lovise Abrahamsens blev født i Ebeltoft 17. marts 1864. Hendes mor døde 11 dage efter fødslen, og Lovise kom i pleje hos en moster og onkel på gården Blushøjgård i landsbyen Elsegårde uden for Ebeltoft. Hun blev boede i Elsegårde resten af sit liv, bortset fra en periode på Ebeltoft Højskole (nedlagt 1891) og halvandet år som tjenestepige på en præstegård i Vestjylland. Lovise Abrahamsen giftede sig 13. september 1889 med Niels Peter Andreas Nielsen, og de overtog Blushøjgård.
Lovise Nielsen var medlem af Dansk Kvindesamfund og Landsforbundet for Kvinders Valgret hvor hun arbejdede aktivt for valgret til kvinder. Kvinder fik valgret til kommunalvalg i Danmark i 1908, men det var stadig svært for kvinder at blive opstillet. Ved kommunalvalget i 1913 stillede hun op på en kvindeliste i Ebeltoft Landsogn efter at de andre valglister i sognet havde nægtet kvinder opstilling. Hun blev valgt til en af de tre pladser i sognerådet som valgte hende til sognerådsformand. Hun overtog posten som sognerådsformand fra sin mand, og han blev igen formand efter kommunalvalget i 1917.
Lovise Nielsen fik 4 børn. Hendes mand døde 15. maj 1928, og hun døde 93 år gammel 11. april 1957 i Elsegårde og er begravet på Ebeltoft Kirkegård.